# Freight Runners Express
Freight Runners Express (mã ICAO = FRG) là hãng hàng không vận chuyển hàng hóa của Hoa Kỳ, trụ sở ở Milwaukee, Wisconsin. Căn cứ chính của hãng ở Sân bay quốc tế General Mitchell, Milwaukee.

## Lịch sử
Freight Runners Express được thành lập và bắt đầu hoạt động từ năm 1983. Hãng chở hàng hóa theo các tuyến đường cố định và theo yêu cầu.

## Đội máy bay
(Tháng 3/2007) :
- 6 Raytheon Beech 99
- 3 Raytheon Beech 99A
- 1 Raytheon Beech B99 Executive
- 3 Cessna 402B Model Utililiner